# Häuslingsmühle
Häuslingsmühle (westallgäuerisch: Hislingsmilǝ, Heislingsmilǝ) ist ein Gemeindeteil der Marktgemeinde Scheidegg im bayerisch-schwäbischen Landkreis Lindau (Bodensee).

## Geographie
Die Einöde liegt circa 2,5 Kilometer südlich des Hauptorts Scheidegg und zählt zur Region Westallgäu.

## Ortsname
Der Ortsname setzt sich aus dem Grundwort Mühle sowie dem Siedlungsnamen Häuslings zusammen und bedeutet somit Mühle bei Häuslings.

## Geschichte
Der Ort Häuslingsmühle wurde erstmals im Jahr 1811 urkundlich erwähnt. Ab 1950 ist der Ort mit einem Wohngebäude im Ortsverzeichnis aufgeführt. Bei der einstigen Mühle – auch Lochmühle genannt – handelte es sich um eine Säge und Mahlmühle. 1905 wurde die Mahlmühle stillgelegt, 1950 folgte die Säge. Die Mühle wurde abgebrochen.